# Oberbergbach
Oberbergbach är ett vattendrag i Österrike.   Det ligger i förbundslandet Tyrolen, i den västra delen av landet, 400 km väster om huvudstaden Wien.
Trakten runt Oberbergbach består i huvudsak av gräsmarker. Runt Oberbergbach är det ganska tätbefolkat, med 80 invånare per kvadratkilometer.